# Bussy-Albieux
Bussy-Albieux là một xã trong tỉnh Loire miền trung nước Pháp.